# Laniocera rufescens
Laniocera rufescens là một loài chim trong họ Tityridae.